# آنکه ریندرس
آنکه ریندرس (به انگلیسی: Anke Rijnders) (زادهٔ ۲۳ اوت ۱۹۵۶) شناگر اهل هلند است.